# برایان گارو
 برایان گارو (انگلیسی: Brian Garrow؛ زادهٔ ۸ آوریل ۱۹۶۸) یک تنیس‌باز اهل ایالات متحده آمریکا است. 